# Гемолімфа
Гемолімфа (від грец. αίμα, (кров) та лат. lympha — чиста вода, волога) — зелена або безколірна рідина, що циркулює в судинах та міжклітинних порожнинах тіла багатьох безхребетних (членистоногі, оніхофори, молюски та ін.), які мають незамкнену кровоносну систему.
Гемолімфа виконує ті ж функції, що кров та лімфа у тварин із замкненою кровоносною системою: транспорт кисню та вуглекислого газу (у комах майже не бере участі в транспорті газів через розвиток системи трахей), поживних речовин та продуктів виділення, функції захисту організму, осморегуляції та ін. Часто має дихальні пігменти, рідше еритроцити. В гемолімфі деяких комах присутні сильнодіючі отрути (наприклад, кантаридин у наривників, синильна кислота у строкаток), що робить їх неїстівними. Деякі комахи (сонечка, деякі коники) здатні для захисту виприскувати чи виводити гемолімфу крапельками через пори на суглобах кінцівок. Вона відіграє важливу роль в системі виділення членистоногих. Речовини, що потребують виділення, з гемолімфи через стінки мальпігієвих судин надходять до кишечнику і з неперетравленими рештками виводяться назовні.